# Romualdas Boreika
 Romualdas Boreika (* 6. Januar 1955 in Kaunas) ist ein litauischer Jurist, Polizeikommissar und FNTT-Direktor.

## Leben
Von 1972 bis 1978 absolvierte er das Diplomstudium an der Technischen Universität Kaunas und 2001 das Masterstudium des Finanzmanagements an der Technischen Universität Kaunas. 2003 bildete er sich weiter bei Lietuvos viešojo administravimo institutas und bei „International Admissions Centre UK“ in Greenwich, London. 2008 absolvierte er das Masterstudium des Rechts und Verwaltung an der Mykolo Romerio universitetas. Von 1977 bis 1984 arbeitete er im Labor der Messtechnik Litauens als Ingenieur, von 1984 bis 1991 als Inspektor und Leiter der Unterabteilung der Miliz in Kaunas, von 1991 bis 1997 als Oberinspektor und Kommissarinspektor bei der Polizei in Kaunas. Von 1997 bis 2002 war er Kommissar im Departament der Steuerpolizei. Ab 2002 war er stellv. Direktor, Oberkommissar und danach bis 2010 Direktor bei FNTT. 2006 beförderte Gediminas Kirkilas Boreika zum General im Innendienst.
Seine Frau ist Violeta Boreikienė (*  1960), litauische Politikerin, Mitglied des Seimas.

## Auszeichnungen
- 2009: Orden für Verdienste um Litauen, Komandoro kryžius